# فيروسات قدمية
 الفيروسات القدمية هي عائلة من العاثيات وتضم الأجناس التالية:
- جنس فيروسات شبيهة-T7; الأنواع: عاثية الأمعاء T7
- جنس فيروسات شبيهة-φ29; الأنواع: العاثية العصوية φ29
- جنس فيروسات شبيهة-P22; الأنواع: عاثية الأمعاء P22
- جنس فيروسات شبيهة-N4; الأنواع: عاثية الأمعاء N4

## وصلات خارجية
فيروسات قدمية